# Noël Valois
Noël Valois (Parigi, 4 maggio 1855 – Parigi, 11 novembre 1915) è stato uno storico, archivista e medievista francese.

## Biografia
Fu il nipote dello scultore Achille Valois. Studiò al Lycée Louis-le-Grand; poi andò all'École nationale des chartes nel 1875, dove presentò la sua tesi su Guglielmo d'Alvernia nel 1879. Successivamente entrò presso l'archivio nazionale della Francia nel 1881.
L'Académie des inscriptions et belles-lettres gli conferì nel 1889 il Premio Gobert per la pubblicazione della sua opera sul Consiglio di Stato sotto Enrico IV (Inventaire des arrêts du Conseil d'État (règne de Henri IV)). Il 28 ottobre 1893 si dimise dal suo incarico, presso l'archivio Nazionale, per dedicarsi alla sua ricerca, in particolare allo studio dello Scisma d'Occidente.
Valois fu eletto alla Académie des inscriptions et belles-lettres il 23 maggio 1902 per sostituire Jules Girard. Inoltre ebbe la cattedra presso l'Institut de France nel 1913. Era un membro corrispondente delle Accademie di Bologna e Monaco di Baviera.

## Opere
- Guillaume d'Auvergne, évêque de Paris, 1228-1249 : sa vie et ses ouvrages, 1880.
- Étude sur le rythme des bulles pontificales, 1881.
- Cartulaires de l'abbaye de Notre-Dame-des-Prés de Douai, 1881.
- "La Revanche des frères Braque : notes sur la révolution parisienne de 1356-58", Mémoires de la Société de l'histoire de Paris et de l'Île-de-France, 1883.
- Inventaire des arrêts du Conseil d'État (règne de Henri IV), 1886-1893.
- Le Gouvernement représentatif en France au XIVe siècle, 1885.
- Étude sur le Conseil du Roi pendant la captivité de Jean le Bon, 1885.
- Le Conseil de raison de 1597, 1885.
- Étude historique sur le Conseil du Roi, 1886.
- Le Privilège de Châlo-Saint-Mars, 1887, online
- Le Rôle de Charles V au début du Grand Schisme (1378), Paris, 1887.
- Le Conseil du roi aux XIVe, XVe et XVIe siècles, Paris, 1888.
- "Raymond de Turenne et les papes d'Avignon (1386–1408)", Annales du Bulletin de la Société d'Histoire de France, 1889.
- L'élection d'Urbain VI et les origines du Grand Schisme d'Occident, 1890.
- Louis Ier, duc d'Anjou et le Grand Schisme d'Occident (1378-1380), 1892.
- Une ambassade allemande à Paris en 1381, 1892.
- "Le Projet  de mariage entre Louis de France et Catherine de Hongrie et le voyage de l'empereur Charles IV à Paris", Bulletin de la Société d'Histoire de France, 1893.
- "La Situation de l'Église au mois d'octobre 1378", Mélanges Julien Havet, 1895.
- Un poème de circonstance composé par un clerc de l'Université de Paris (1381), 1895.
- La France et le Grand Schisme d'Occident, T. I et II, Paris, 1896-1901.
- La prolongation du Grand Schisme d'Occident au XVe siècle dans le midi de la France, pp. 163-175., 1899.
- "Jeanne d'Arc et la prophétie de Marie Robine", Mélanges offerts à P. Fabre, 1902.
- Histoire de la pragmatique sanction de Bourges sous Charles VII, 1906.
- "Un nouveau témoignage sur Jeanne d'Arc", Bulletin de la Société de l'Histoire de France, 1907.
- La Crise religieuse du XVe siècle : Le pape et le concile (1418-1450), 1909.
- Encyclopædia Britannica (XIe édition), 1911.  "Basel, Confessione di," "Benedetto XIII.," etc.
- Le Procès de Gilles de Rais, 1913.
- Vassy, 1914.